# Montezuma (Costa Rica)
Pour les articles homonymes, voir Montezuma.
Montezuma est un village du Costa Rica situé sur la péninsule de Nicoya, donnant sur l'Océan Pacifique.
Plusieurs hôtels et restaurants sont situés à proximité de la plage. Montezuma est un repaire de backpackers et autres jeunes occidentaux. L'ambiance de ce village touristique y est par conséquent à la fois détendue et festive. Comme activités, l'environnement est favorable à de belles randonnées pédestres en forêt. Vous pourriez aller admirer les belles cascades d'eau de Montezuma à moins de 20 minutes de marche. Cependant de plus en plus d'hôtels haute gamme se construisent, amenant une nouvelle clientèle touristique au lieu.

## Personnalités liées à la localité
- Nicolás Wessberg et Karen Mogensen : militants écologistes scandinaves à l'origine de la création de la réserve nationale absolue de Cabo Blanco, première aire protégée du Costa Rica. Ils s'installèrent à Montezuma dans une parcelle située à 2 km au nord de la localité, aujourd'hui protégée sous la dénomination Reserva natural absoluta Nicolás Wessberg.